# 马所拉文士
馬所拉文士（Masoretic scribes）泛指在公元七到十二世紀抄錄原始《聖經》手抄本（聖經抄本）的工作者。他們散居在巴勒斯坦以及其他地區，歐、亞、非大陸都可以找到他們的蹤跡。他們並不隸屬於當時哪些修會；而是保留著猶太傳統的生活。

## 名詞定義
馬所拉/Masoretic(מָסֹרֶת)：指傳統/trandition。
文士/scribes(סֹפֵר)：指專職律法抄寫者/scholar as copying the law。

## 緣起
首先，當時的舊約聖經已經大量使用其他譯本，而馬所拉文本的特色在於使用希伯來文以及部分亞蘭文。
其次，由於皮卷與紙卷手抄本之錯謬率高與攜帶不便。
第三，雖他爾根（Targum）與米大示（Midrash）均為公元一世紀以後重要的猶太詮釋傳統，甚至耶穌基督以及眾使徒亦使用此傳統，但因其已經遠離作者原意，添加了許多後代的拉比詮釋傳統。
故於主後七世紀，由許多重要的文士家族開始重新抄寫。使用抄寫的底本為Masoretes。而這些文士家族被稱為馬所拉文士。此工作於公元十二世紀竣工，稱為馬所拉文本簡稱MT，成為新教沿用至今的標準舊約聖經（與羅馬天主教傳統相異）。

## 重要家族
馬所拉學者為一群猶太文士家族，竭力於保存及傳遞舊約聖經。 。
其中最有名的家族為ben Asher，這家族源於西元八世紀中葉，其重要人物為Moses ben Asher及其子Aaron ben Asher。於提比里亞他們完成了祖上五個世代的抄寫工作；另一重要家族為Ben Naphtali，其雖同屬提比里亞卻有著不同的傳統，其最大差異在於以"י"為首的單字加上介係詞"כ"、"ב"、"ל"之讀音。最後兩種傳統被結合在一起，是為開羅抄本（Codex Cairensis）。
另一重要抄本傳統為阿勒坡抄本（Aleppo Codex），重要人物為Aaron ben Asher，其收藏在阿勒波－敘利亞北部，應於西元十世紀前葉完成。但因為戰亂之故，後有部分抄本遺失。
其三為列寧格勒抄本

##### 標題文字
（Codex Leningradensis），其存放於聖彼得堡的俄羅斯公共圖書館。是目前發現最古老且完整的手抄本，此抄本是延續前述ben Asher家族的謄寫，但其謄寫的文士卻沒有留下詳細的資訊（有推測是ben Jacob完成其母音系統），此抄本對於現在原文聖經的母音系統有著極大的貢獻。於西元十一世紀初問世，目前最完整的舊約原文聖經BHS仍舊是以此抄本為底本。
- ben即為希伯來文「子」之義，屬格用法為某人之子，是典型的希伯來式譜系人物之呈現。可見其純正的猶太傳統。(此譜系呈現方式大量可見於聖經如此之表述)

## 貢獻
馬所拉文士對於希伯來聖經之貢獻:
1.研究子音經文並加上母音,以利其發聲與詮釋。為經文鑑別學重要之角色。
2.依據經文神聖不可侵犯性，而完全不改動任何子音，將其認為有誤或是需輔助之資訊修訂經文列在頁面邊緣處，如：耶和華神的讀音（Yahweh→Adonay）。其忠實地呈現了聖經的原貌。
3.在列寧格勒抄本問世五百年後，印刷術普及。而舊約聖經原文在抄本與技術相輔相成下成為重要的基督教神學工具。